# 板本猛
板本 猛（いたもと たけし）は、日本の体育学者、スポーツ指導者。第3代釧路公立大学学長。藍綬褒章受章。

## 人物・経歴
日本体育大学卒業。高等学校教諭、北海道教育大学釧路校助教授を経て、2004年から2008年まで釧路公立大学学長を務めた。2014年公認スポーツ指導者等表彰受賞。2017年全国ラジオ体操連盟理事。カーリング上級指導員、ジュニアスポーツ指導員、ゲートボール指導員、アシスタントマネジャー。釧路市スポーツ振興財団理事、北海道スポーツ少年団副本部長、釧路カーリング協会会長、釧路ボート協会会長、北海道ボート協会理事、釧路市スポーツ推進委員長等も歴任した。2022年藍綬褒章受章。